# Пантелимон (Констанца)
Пантелимон (рум. Pantelimon) насеље је у Румунији у округу Констанца у општини Пантелимон. Oпштина се налази на надморској висини од 143 m.

## Становништво
Према подацима из 2011. године у насељу је живело 712 становника.